# Reza Abbasis museum
Reza Abbasis museum (persiska: موزه رضا عباسی) ligger i Irans huvudstad Teheran. Museet invigdes i september 1977, och består av tre våningar och en yta på 1 200 m². Cirka 50 000 verk, som dateras till mellan andra årtusendet f.Kr. och början av 1900-talet (slutet på qajartiden), förvaras i museet.